# Tarkhan (títol)
Tarkhan fou un títol d'alt rang a l'Àsia central. va entrar a l'àrab del sogdià trgh'n o del persa mitjà trkh'n, en turc tarkan, plural mongol tarkat. El van utilitzar primer els juanjuan i després els turcs. Fou emprat també pels heftalites. Als estats turcs pre-islàmics era un rang que seguia al de xa i al de tegin (príncep), del clan reial. Al temps dels mongols els tarkans eren els exemptats del servei militar. En mongol modern es va dir darkhan als artesans i als exempts d'impostos o a una regió exclosa de persones per raó de ser sagrada. Els darkhad, una tribu mongola, estaven encarregats del culte a la tomba de Genguis Kan.
Pels tarkhan de Sind, vegeu Dinastia Arghun.